# Juan Pistolas
Juan Pistolas es una película de acción, aventura y drama mexicana de 1966, dirigida por René Cardona Jr. y protagonizada por Javier Solís y Eleezar García "Chelelo".

## Sinopsis
Juan Pistolas (Javier Solís) es rebelde y necesita dinero para comprar armas y hacer su revolución, casualmente atrapa a un bandido y recibe su recompensa por ello pero para cuando tiene finalmente las armas...
- Datos: Q5952044